# Ayliva/Diskografie
Diese Diskografie ist eine Übersicht über die musikalischen Werke der deutschen Popsängerin Ayliva. Den Schallplattenauszeichnungen zufolge hat sie bisher mehr als 3,2 Millionen Tonträger verkauft. Ihre erfolgreichste Veröffentlichung ist die Single Sie weiß mit über 700.000 verkauften Einheiten.

## Alben

### Studioalben
| Jahr | Titel Musiklabel                        | Höchstplatzierung, Gesamtwochen, AuszeichnungChartplatzierungen (Jahr, Titel, Musiklabel, Platzierungen, Wochen, Auszeichnungen, Anmerkungen) | Höchstplatzierung, Gesamtwochen, AuszeichnungChartplatzierungen (Jahr, Titel, Musiklabel, Platzierungen, Wochen, Auszeichnungen, Anmerkungen) | Höchstplatzierung, Gesamtwochen, AuszeichnungChartplatzierungen (Jahr, Titel, Musiklabel, Platzierungen, Wochen, Auszeichnungen, Anmerkungen) | Anmerkungen                                               |
| Jahr | Titel Musiklabel                        | DE | AT | CH | Anmerkungen                                               |
| ---- | --------------------------------------- | --- | --- | --- | --------------------------------------------------------- |
| 2022 | Weißes Herz Whiteheart Records (WMG)    | DE6 Gold · (135 Wo.)DE | AT9 Gold · (50 Wo.)AT | CH11 (50 Wo.)CH | Erstveröffentlichung: 8. Juli 2022 Verkäufe: + 107.500    |
| 2023 | Schwarzes Herz Whiteheart Records (WMG) | DE1 Platin · (… Wo.)DE | AT1 Gold · (75 Wo.)AT | CH1 Gold · (64 Wo.)CH | Erstveröffentlichung: 25. August 2023 Verkäufe: + 167.500 |
| 2024 | In Liebe Whiteheart Records (WMG)       | DE1 (… Wo.)DE | AT1 (… Wo.)AT | CH1 (31 Wo.)CH | Erstveröffentlichung: 16. August 2024                     |

## Singles

### Als Leadmusikerin
| Jahr | Titel Album                       | Höchstplatzierung, Gesamtwochen, AuszeichnungChartplatzierungen (Jahr, Titel, Album, Platzierungen, Wochen, Auszeichnungen, Anmerkungen) | Höchstplatzierung, Gesamtwochen, AuszeichnungChartplatzierungen (Jahr, Titel, Album, Platzierungen, Wochen, Auszeichnungen, Anmerkungen) | Höchstplatzierung, Gesamtwochen, AuszeichnungChartplatzierungen (Jahr, Titel, Album, Platzierungen, Wochen, Auszeichnungen, Anmerkungen) | Anmerkungen                                                                |
| Jahr | Titel Album                       | DE | AT | CH | Anmerkungen                                                                |
| --- | --------------------------------- | --- | --- | --- | -------------------------------------------------------------------------- |
| 2021 | Deine Schuld Weißes Herz          | DE16 Gold · (8 Wo.)DE | AT49 Platin · (1 Wo.)AT | CH54 Platin · (1 Wo.)CH | Erstveröffentlichung: 19. März 2021 Verkäufe: + 250.000                    |
| 2021 | Wenn ich wein Weißes Herz         | DE31 Gold · (6 Wo.)DE | AT— GoldAT | CH— GoldCH | Erstveröffentlichung: 11. Juni 2021 Verkäufe: + 225.000                    |
| 2021 | Immer kalt –                      | DE— aDE | — | — | Erstveröffentlichung: 23. Juli 2021                                        |
| 2021 | Während du –                      | DE— bDE | — | — | Erstveröffentlichung: 15. Oktober 2021                                     |
| 2021 | When I Cry –                      | — | — | — | Erstveröffentlichung: 26. November 2021 feat. Ali Gatie                    |
| 2022 | Schmetterlinge Weißes Herz        | DE34 (5 Wo.)DE | AT65 Gold · (2 Wo.)AT | CH— GoldCH | Erstveröffentlichung: 4. Februar 2022 Verkäufe: + 25.000                   |
| 2022 | Bleib Weißes Herz                 | DE42 (3 Wo.)DE | AT— GoldAT | — | Erstveröffentlichung: 25. März 2022 Verkäufe: + 15.000; feat. Milano       |
| 2022 | Bei Nacht Weißes Herz             | DE13 Gold · (36 Wo.)DE | AT19 Platin · (13 Wo.)AT | CH59 Gold · (3 Wo.)CH | Erstveröffentlichung: 6. Mai 2022 Verkäufe: + 240.000                      |
| 2022 | Was besseres Weißes Herz          | DE67 (6 Wo.)DE | AT— GoldAT | CH— GoldCH | Erstveröffentlichung: 17. Juni 2022 Verkäufe: + 25.000; feat. Mudi         |
| 2023 | Sie weiß Schwarzes Herz           | DE1 Platin · (58 Wo.)DE | AT1 ×2Doppelplatin · (22 Wo.)AT | CH3 ×2Doppelplatin · (15 Wo.)CH | Erstveröffentlichung: 6. Januar 2023 Verkäufe: + 700.000; feat. Mero       |
| 2023 | Was mir gefällt Schwarzes Herz    | DE7 (19 Wo.)DE | AT16 Gold · (7 Wo.)AT | CH55 Gold · (4 Wo.)CH | Erstveröffentlichung: 17. März 2023 Verkäufe: + 25.000                     |
| 2023 | In deinen Armen Schwarzes Herz    | DE4 Gold · (24 Wo.)DE | AT13 Gold · (11 Wo.)AT | CH26 Gold · (6 Wo.)CH | Erstveröffentlichung: 16. Juni 2023 Verkäufe: + 325.000                    |
| 2023 | Aber sie Schwarzes Herz           | DE11 (11 Wo.)DE | AT31 (1 Wo.)AT | CH85 (1 Wo.)CH | Erstveröffentlichung: 16. Juni 2023                                        |
| 2023 | Weißes Haus Schwarzes Herz        | DE6 Gold · (27 Wo.)DE | AT6 Gold · (19 Wo.)AT | CH6 Gold · (16 Wo.)CH | Erstveröffentlichung: 14. Juli 2023 Verkäufe: + 330.000                    |
| 2024 | Lieb mich In Liebe                | DE1 (16 Wo.)DE | AT17 (3 Wo.)AT | CH38 (1 Wo.)CH | Erstveröffentlichung: 9. Februar 2024                                      |
| 2024 | Wunder In Liebe                   | DE1 Gold · (… Wo.)DE | AT2 Platin · (40 Wo.)AT | CH2 Platin · (25 Wo.)CH | Erstveröffentlichung: 26. April 2024 Verkäufe: + 360.000; feat. Apache 207 |
| 2024 | Beifahrer In Liebe                | DE7 (34 Wo.)DE | AT26 Gold · (7 Wo.)AT | CH49 Gold · (2 Wo.)CH | Erstveröffentlichung: 7. Juni 2024 Verkäufe: + 30.000                      |
| 2024 | Nein! In Liebe                    | DE3 (20 Wo.)DE | AT24 (3 Wo.)AT | CH92 (1 Wo.)CH | Erstveröffentlichung: 19. Juli 2024                                        |
| 2025 | Wie? –                            | DE2 (19 Wo.)DE | AT3 (10 Wo.)AT | CH4 (8 Wo.)CH | Erstveröffentlichung: 20. Februar 2025                                     |
| Folgende Lieder erschienen nicht als Single, wurden aber durch das Album zum Download und Streaming bereitgestellt und konnten somit eine Platzierung erlangen: |                                   | | | |                                                                            |
| |                                   | | | |                                                                            |
| 2023 | Gott sei Dank Weißes Herz         | DE— cDE | — | — | Charteinstieg: 20. Januar 2023                                             |
| 2023 | Ich will nicht heim Weißes Herz   | DE— dDE | — | — | Charteinstieg: 3. März 2023                                                |
| 2023 | Schwarzes Herz                    | DE22 (6 Wo.)DE | — | — | Charteinstieg: 1. September 2023                                           |
| 2023 | Scheine zählen Schwarzes Herz     | DE11 (12 Wo.)DE | AT14 Gold · (11 Wo.)AT | CH18 (10 Wo.)CH | Charteinstieg: 3. September 2023 Verkäufe: + 15.000                        |
| 2023 | Hässlich Schwarzes Herz           | DE1 Gold · (47 Wo.)DE | AT6 Platin · (25 Wo.)AT | CH16 Gold · (13 Wo.)CH | Charteinstieg: 10. September 2023 Verkäufe: + 345.000                      |
| 2023 | Lass mich gehen Schwarzes Herz    | DE14 (12 Wo.)DE | AT— GoldAT | CH— GoldCH | Charteinstieg: 15. September 2023 Verkäufe: + 30.000                       |
| 2023 | Kal Yanımda Schwarzes Herz        | DE50 (4 Wo.)DE | — | — | Charteinstieg: 15. September 2023                                          |
| 2023 | Mir geht’s gut :): Schwarzes Herz | DE49 (4 Wo.)DE | — | — | Charteinstieg: 15. September 2023                                          |
| 2023 | Ella Schwarzes Herz               | DE66 (3 Wo.)DE | — | — | Charteinstieg: 15. September 2023                                          |
| 2023 | Schwer zu lieben Schwarzes Herz   | DE53 (5 Wo.)DE | — | — | Charteinstieg: 15. September 2023                                          |
| 2023 | Mein Kopf ist leer Schwarzes Herz | DE76 (3 Wo.)DE | — | — | Charteinstieg: 15. September 2023                                          |
| 2023 | Bei mir Schwarzes Herz            | DE— eDE | — | — | Charteinstieg: 15. September 2023                                          |
| 2023 | Hold Up Schwarzes Herz            | DE— fDE | — | — | Charteinstieg: 15. September 2023                                          |
| 2023 | Ich will nicht heim Weißes Herz   | DE— gDE | — | — | Charteinstieg: 15. September 2023                                          |
| 2024 | Traum In Liebe                    | DE21 (5 Wo.)DE | — | — | Charteinstieg: 23. August 2024                                             |
| 2024 | Lilien In Liebe                   | DE3 (13 Wo.)DE | AT18 (11 Wo.)AT | CH45 (6 Wo.)CH | Charteinstieg: 25. August 2024                                             |
| 2024 | Nie deins In Liebe                | DE85 (2 Wo.)DE | — | — | Charteinstieg: 13. September 2024                                          |
| 2024 | Wind In Liebe                     | DE— hDE | — | — | Charteinstieg: 13. September 2024                                          |
| 2024 | Zwei Wochen In Liebe              | DE— iDE | — | — | Charteinstieg: 13. September 2024                                          |
| 2024 | Ben & Jerry’s In Liebe            | DE— jDE | — | — | Charteinstieg: 13. September 2024                                          |
| 2024 | Hälst du mit? In Liebe            | DE— kDE | — | — | Charteinstieg: 13. September 2024                                          |

### Als Gastmusikerin
| Jahr | Titel Album               | Höchstplatzierung, Gesamtwochen, AuszeichnungChartplatzierungen (Jahr, Titel, Album, Platzierungen, Wochen, Auszeichnungen, Anmerkungen) | Höchstplatzierung, Gesamtwochen, AuszeichnungChartplatzierungen (Jahr, Titel, Album, Platzierungen, Wochen, Auszeichnungen, Anmerkungen) | Höchstplatzierung, Gesamtwochen, AuszeichnungChartplatzierungen (Jahr, Titel, Album, Platzierungen, Wochen, Auszeichnungen, Anmerkungen) | Anmerkungen                                             |
| Jahr | Titel Album               | DE | AT | CH | Anmerkungen                                             |
| ---- | ------------------------- | --- | --- | --- | ------------------------------------------------------- |
| 2022 | 1000 Sterne Zweite Chance | DE57 (2 Wo.)DE | — | — | Erstveröffentlichung: 3. Juni 2022 1986zig feat. Ayliva |
| 2024 | Bullet –                  | DE6 (4 Wo.)DE | AT15 (2 Wo.)AT | CH26 (1 Wo.)CH | Erstveröffentlichung: 4. Januar 2024 Mero feat. Ayliva  |

## Musikvideos
| Jahr | Titel                      | Regie                                |
| ---- | -------------------------- | ------------------------------------ |
| 2021 | Deine Schuld               | Nomsy                                |
| 2021 | Wenn ich wein              | Nomsy                                |
| 2021 | Immer kalt                 | Nomsy                                |
| 2021 | Während du                 | Nomsy                                |
| 2021 | When I Cry                 | Nomsy                                |
| 2022 | Schmetterlinge             | Nomsy, Bilal Omeirat                 |
| 2022 | Bleib                      | Nomsy, Bilal Omeirat                 |
| 2022 | Bei Nacht                  | Phillipp Bierschenk, Bilal Omeirat   |
| 2022 | 1000 Sterne                | Marvin Ströter                       |
| 2022 | Was besseres               | Philipp Bierschenk, Kevin Stemberger |
| 2022 | Ich will nicht heim        | Bilal Omeirat, Hendrik Wendkler      |
| 2023 | Sie weiß                   | Milos Savic                          |
| 2023 | Was mir gefällt            | Allan Anders                         |
| 2023 | In deinen Armen / Aber sie | Farhad Tahir                         |
| 2023 | Weißes Haus                | Niko Kaouris                         |
| 2023 | Schwarzes Herz             | Niko Kaouris                         |
| 2024 | Bullet                     | Yuri Löber                           |
| 2024 | Lieb mich                  | Niko Kaouris                         |
| 2024 | Wunder                     | Hüseyin Yildirim                     |
| 2024 | Beifahrer                  | Hüseyin Yildirim                     |
| 2024 | Nein!                      | Niko Kaouris, Hüseyin Yildirim       |
| 2024 | Traum                      | Hüseyin Yildirim                     |
| 2025 | Wie?                       | Anastasja Black                      |

## Sonderveröffentlichungen
| Jahr | Titel Album               | Anmerkungen                                                  |
| ---- | ------------------------- | ------------------------------------------------------------ |
| 2022 | 1000 Sterne Zweite Chance | Erstveröffentlichung: 18. November 2022 1986zig feat. Ayliva |

## Statistik

### Chartauswertung
|                     | DE    | AT    | CH    |
| ------------------- | ----- | ----- | ----- |
| Nummer-eins-Alben   | DE2DE | AT2AT | CH2CH |
| Top-10-Alben        | DE3DE | AT3AT | CH2CH |
| Alben in den Charts | DE3DE | AT3AT | CH3CH |

|                       | DE     | AT     | CH     |
| --------------------- | ------ | ------ | ------ |
| Nummer-eins-Singles   | DE4DE  | AT1AT  | CH—CH  |
| Top-10-Singles        | DE12DE | AT5AT  | CH4CH  |
| Singles in den Charts | DE31DE | AT17AT | CH15CH |

### Auszeichnungen für Musikverkäufe
Anmerkung: Auszeichnungen in Ländern aus den Charttabellen bzw. Chartboxen sind in ebendiesen zu finden.
| Land/RegionAuszeichnungen für Musikverkäufe (Land/Region, Auszeichnungen, Verkäufe, Quellen) | Gold       | Platin       | Verkäufe  | Quellen           |
| -------------------------------------------------------------------------------------------- | ---------- | ------------ | --------- | ----------------- |
| Deutschland (BVMI)                                                                           | 8× Gold8   | 2× Platin2   | 2.650.000 | musikindustrie.de |
| Österreich (IFPI)                                                                            | 12× Gold12 | 6× Platin6   | 345.000   | ifpi.at           |
| Schweiz (IFPI)                                                                               | 11× Gold11 | 4× Platin4   | 220.000   | hitparade.ch      |
| Insgesamt                                                                                    | 31× Gold31 | 12× Platin12 |           |                   |